# Protepicorsia thyriphora
Protepicorsia thyriphora là một loài bướm đêm trong họ Crambidae.